# 大花益母草
大花益母草（学名：Leonurus macranthus）为唇形科益母草属下的一个种。生于草坡及灌丛中，海拔400米以下。
其种加词“Macranthus ”意为“大花的”。

## 扩展阅读
- 大花益母草